# داليدا (فلم 2017)
داليدا (بالفرنسية: Dalida)، هو فيلم سيرة ذاتية-درامي عن حياة المغنية والممثلة داليدا. الفيلم من إخراج وتأليف ليزا أزويلوس. وهو من بطولة سفيفا ألفيتي وريكاردو سكاماركاو وجان بول روف ونيكولا ديفاوشيلي. بلغت ميزانية الفيلم 15.03 مليون يورو (حوالي 16 مليون دولار أمريكي)، وصدر بتاريخ 11 يناير 2017 في فرنسا، وحقق إيرادات قدرها 5.2 مليون دولار أمريكي.

أختير الفيلم ليعرض في حفل ختام مهرجان أسوان الدولي لأفلام المرأة. كان من المقرر في البداية أن تؤدي دور المغنية «داليدا» الممثلة الفرنسية «نادية فارس» إلا إنه وقع الأختيار في النهاية على عارضة الأزياء الإيطالية «سفيفا ألفيتي».

## ملخص القصة
يرصد الفيلم أبرز مراحل حياة المغنية داليدا منذ ولادتها في القاهرة عام 1933 إلى أول ظهور لها على مسرح «أولومبياد» عام 1956، ثم زواجها من «لوسيان موريس» وأسفارها إلى الهند، فضلاً عن دورها في فيلم «اليوم السادس» للمخرج يوسف شاهين 1986. إلى إن تُنهي حياتها بالانتحار في باريس عام 1987. وبعد ما بيع أكثر من 130 مليون نسخة من تسجيلاتها في جميع أنحاء العالم.

## طاقم العمل
- سفيفا ألفيتي بدور «داليدا».
- فالنتينا كارلي بدور «روزي».
- فينسينت بيريز بدور «إيدي بارسلاي».
- نيكولا ديفاوشيلي بدور «ريتشارد شانفراي».
- جان بول روف بدور «لوسيان موريس».
- ريكاردو سكامارشيو بدور «أورلاندو».
- إيلينا رابيساردا بدور:داليدا الشابة".
- مايكل كوهن بدور «ارنو ديجاردان».
- نيلز شنايدر بدور «جان سوبيسكي».
- فنسنت بيريز بدور «ايدي باركلي».

## الإنتاج
إستغرق التصوير الرئيسي للفيلم حوالي شهرين ونصف بالفترة بين 8 فبراير 2016 إلى 22 أبريل 2016، في فرنسا، وإيطاليا، والمغرب.

## الإستقبال النقدي
في تصريح لوكالة فرانس برس انتقدت كاثرين موريس، ابنة لوسيان موريس، الفيلم بسبب التصوير غير دقيق لوالدها، مضيفة أنها لم تُستَشر أثناء إنتاج الفيلم.

## روابط خارجية
- داليدا على موقع IMDb (الإنجليزية)
- داليدا على موقع روتن توميتوز (الإنجليزية)
- داليدا على موقع قاعدة بيانات الأفلام العربية
- داليدا على موقع ألو سيني (الفرنسية)
- داليدا على موقع فيلمافينيتي (الإسبانية)
- داليدا على موقع قاعدة بيانات الفيلم (الإنجليزية)
- داليدا على موقع ليتربوكسد (الإنجليزية)
- داليدا على موقع كينوبويسك (الروسية)